# Alexandr Klempar
Alexandr Klempar (* 26. února 1989) je český vrah, recidivista a příležitostný zedník odsouzený v říjnu 2024 k doživotnímu trestu odnětí svobody za vraždu své bývalé přítelkyně a těžké ublížení na zdraví její spolubydlící.

## Trestná činnost
Klempar se narodil v únoru 1989 do romské rodiny, přičemž již jako mladistvý páchal trestnou činnost, a to zejména krádeže, za které byl opakovaně odsouzen k podmíněným trestům odnětí svobody; souzen byl ale i za násilné trestné činy. Poprvé byl odsouzen ve věku 15 let. Zkušební dobu podmíněných trestů však opakovaně porušoval (nevykonával například veřejně prospěšné práce) a nakonec tak ve věznicích strávil před spáchanou vraždou 13 let života a byl celkem patnáctkrát soudně trestaný. V době, kdy nepobýval ve vězení, pracoval jako zedník nebo popelář. Má jednoho mladšího bratra, který byl rovněž odsouzen za vraždu.
Dne 14. srpna 2023 Klempar opustil věznici poté, co si odpykal roční trest za prodej a distribuci drog. Během výkonu trestu ale Klempar zjistil, že jeho přítelkyně udržuje vztah s jiným mužem, a z nezákonně drženého mobilního telefonu ve věznici ji před svým propuštěním aktivně posílal výhružné zprávy, které obsahovaly i výhrůžky smrtí.

### Vražda bývalé přítelkyně
Dne 24. srpna 2023 Klempar proto vstoupil do bytu své bývalé přítelkyně, jež byla tou dobou intoxikována pervitinem, na pražském Žižkově. Dvaceti šesti bodnými ranami do hlavy, krku i dalších částí těla ji poté na místě ubodal k smrti. Vedle toho jí měl ještě dupat na hlavu, když bezvládně ležela na zemi. Během útoku byly přitom v bytě děti včetně jejich společného syna (nemluvněte). Klempar při napadení použil celkem tři nože, které během útoku postupně střídal. Klempar při útoku také velmi těžce zranil kamarádku ubodané ženy, která dle jeho vyjádření nezabránila tomu, aby si jeho přítelkyně nenašla nového přítele. V důsledku velmi vážných zranění doživotně ochrnula. Po činu z bytu odešel se svým synem a zavolal policii, které oznámil, co spáchal.

## Soud
Soudní proces s Klemparem začal v říjnu 2024. U soudu se Klempar bránil tím, že si průběh vraždy nepamatuje a pamatuje si jen moment, kdy vstoupil do bytu. Vedle toho vedl místy nekoherentní projev, který soudce označil jako hodný toho, aby Klempar obdržel nějakou hereckou a literární cenu. Soudce o Klemparovi dále uvedl, že je nebezpečný pro společnost, panovačný a majetnický a že se ve skutečnosti zajímá jen sám o sebe. Na to Klempar reagoval pokřikem vulgarit na soudce a na matku zavražděné ženy a byl eskortován ze soudní síně. Soudní senát pak konstatoval, že v případu nelze nalézt jedinou polehčující okolnost. Klempara tak ještě téhož měsíce odsoudil Městský soud v Praze k doživotnímu trestu odnětí svobody. Klempar se sice proti původnímu rozsudku odvolal, ale Vrchní soud v Praze v únoru 2025 jeho odvolání zamítl a rozsudek tak pravomocně potvrdil. Žena, kterou Klempar velmi vážně zranil, vysoudila odškodnění ve výši 1,8 milionu korun.